# Supertec
Supertec was een Formule 1-motormerk in 1999 en 2000. Het Nederlandse bedrijf Super Performance Competition Engineering BV, geleid door Flavio Briatore, leverde de door Renault ontworpen en in 1998 door Mecachrome gebouwde motoren in geüpdatete vorm in 1999 en 2000. In 1999 leverden ze motoren aan Williams, Benetton en BAR. Een jaar later leverden ze aan Benetton en Arrows. Benetton hernoemde de motoren als Playlife  terwijl de overige teams de echte naam Supertec gebruikten. 

## Formule 1-resultaten
Opmerking: In dik gedrukte grand prix hebben ze punten gescoord.
| Jaar | Team(s)                 | 1   | 2   | 3   | 4   | 5   | 6   | 7   | 8   | 9   | 10  | 11  | 12  | 13  | 14  | 15  | 16  | 17  |
| ---- | ----------------------- | --- | --- | --- | --- | --- | --- | --- | --- | --- | --- | --- | --- | --- | --- | --- | --- | --- |
| 1999 | Williams, Benetton, BAR | AUS | BRA | SAN | MON | SPA | CAN | FRA | GBR | OOS | DUI | HON | BEL | ITA | EUR | MAL | JAP |     |
| 2000 | Benetton, Arrows        | AUS | BRA | SAN | GBR | SPA | EUR | MON | CAN | FRA | OOS | DUI | HON | BEL | ITA | USA | JAP | MAL |